# Leptostylopsis jamaicensis
Leptostylopsis jamaicensis là một loài bọ cánh cứng trong họ Cerambycidae.